# Nancuise
Nancuise is een gemeente in het Franse departement Jura (regio Bourgogne-Franche-Comté) en telt 43 inwoners (2009). De plaats maakt deel uit van het arrondissement Lons-le-Saunier.

## Geografie

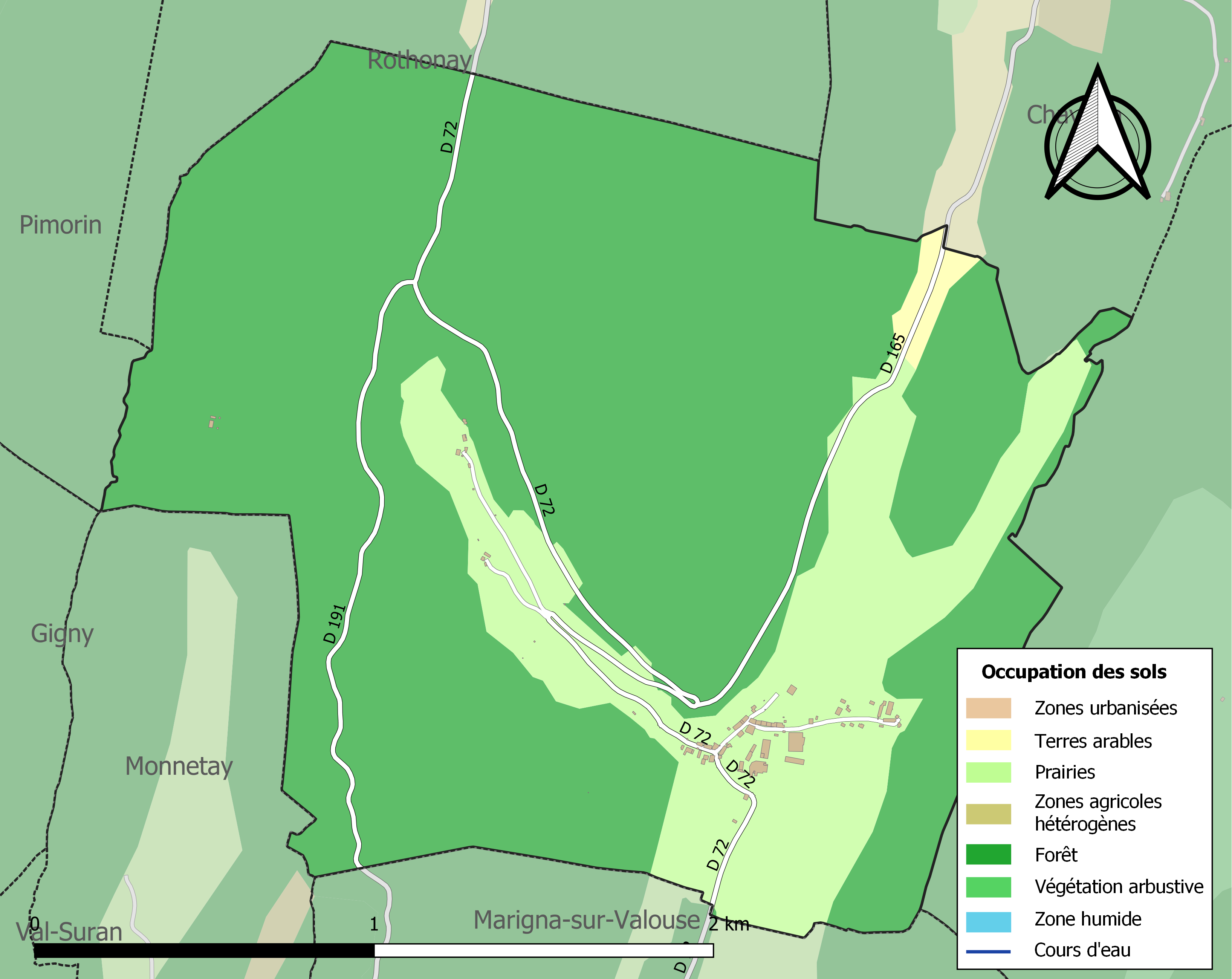
Kaart van de gemeente met de belangrijkste infrastructuur, bodemgebruik en omliggende gemeenten

De oppervlakte van Nancuise bedraagt 5,3 km², de bevolkingsdichtheid is dus 8,1 inwoners per km².

## Demografie
Onderstaande figuur toont het verloop van het inwonertal (bron: INSEE-tellingen).